# Долгохвостовые
Долгохвостовые или макру́русовые (лат. Macrouridae) — семейство морских глубоководных лучепёрых рыб отряда трескообразных.
Макрурусовые населяют материковый склон (от 500 до 4000 м) и ложе океана, иногда попадаются на материковой отмели или континентальном шельфе не выше 150—200 м. Около 95% всех видов обитает в диапазоне глубин 250—2500 м.
У представителей семейства большая голова, довольно короткое тело и сжатый с боков длинный хвост, конец которого нередко вытянут. Хвостовой плавник отсутствует. Спинных плавников два: передний короткий и высокий, в передней части расположены одна трудноразличимая и одна хорошо развитая колючки. Колючка бывает гладкая или зазубренная. Второй спинной и анальный плавники длинные и низкие, пролегают до самого конца хвоста. Обычно лучи анального плавника длиннее лучей второго спинного плавника, за исключением представителей родов Bathygadus и Gadomus. 
Грудные и брюшные плавники хорошо развиты. Грудные плавники сидят на половине высоты бока. Брюшные плавники образованы 5—17 лучами и расположены на груди под основанием грудных плавников или сдвинуты вперёд, на горло. Внешний луч брюшных плавников зачастую удлинён, как и лучи грудных плавников. Вероятно, они помогают отыскивать добычу с помощью тактильных органов и хеморецепторов. Тело покрыто шиповой чешуёй, с многочисленными зубчиками, расположенными обычно в виде расходящихся кзади или параллельных рядов. На голове некоторых видов эти зубчики образуют мощные шипы, формирующие гребни. 
На голове обычно имеются огромные каналы боковой линии с необычайно крупными сейсморецепторами. Открыто сидящие сейсморецепторы расположены также на нижней части рыла, вдоль всего тела пролегает узкая боковая линия. Столь развитая сейсморецепция позволяет макрурусовым обнаруживать добычу на значительном расстоянии. 
Глаза крупные. Вероятно, у обитателей абиссали они служат для обнаружения светящихся организмов. У одной из незумий (Nezumia pumiliceps), обитающей в водах Филиппинских островов в 1 мм² сетчатки насчитывается до 20 млн. светочувствительных палочек, тогда как у крупных особей этого вида зрачок достигает 1 см в поперечнике. У большинства видов долгохвостовых имеется подбородочный усик. 
У некоторых видов, принадлежащих к родам Malacocephalus, Hymenocephalus, Nezumia, Ventrifossa и  Coelorhynchus, на брюхе имеются светящие железы. Фотофоры Malacocephalus laevis испускают жёлтый и небесно-голубой свет. Португальские рыбаки натирают наживку (кусок мяса собачьей акулы) о брюхо этого долгохвоста. Такая наживка светится голубоватым светом, привлекая добычу. 
Фотофорами обладают долгохвосты, которые обитают не ниже 1000—2000 м. У видов, обитающих на глубине 2000— 5000 м (Соryphaenoides и Nematonurus) нет светящихся желёз. 
Обычно долгохвостовые равномерно окрашены в серовато-коричневые, коричневые или угольно-черные тона.
Макрурусовые — большое и разнообразное семейство, включающее в себя 29 родов и примерно 364 вида, от небольшого грациозного хименоцефалюса до гигантского макруруса.
Многие виды являются промысловыми.

## Классификация
В составе семейства выделяют 29 родов и 364 вида:
- Bathygadus Günther, 1878 — Батигадусы[5]  (13 видов)
- Gadomus Regan, 1903 — Гадомусы (13 видов)
- Albatrossia Jordan & Gilbert, 1898 (монотипический)
- Asthenomacrurus Sazonov & Shcherbachev, 1982 (2 вида)
- Cetonurichthys Sazonov & Shcherbachev, 1982
- Cetonurus Günther, 1887 — Цетонурусы
- Coelorinchus Giorna, 1809 — Полорылы, или целоринхи (123 вида)
- Coryphaenoides Gunnerus, 1765 — Долгохвосты (66 видов)
- Cynomacrurus Dollo, 1909 — Циномакрурусы, или собачьи макрурусы
- Echinomacrurus Roule, 1916 — Эхиномакрурусы (2 вида)
- Haplomacrourus Trunov, 1980 — Гапломакрурусы
- Hymenocephalus (genus) Giglioli, 1884 — Хименоцефалюсы (28 видов)
- Kumba (genus) Marshall, 1973 — Кумбы (8 видов)
- Kuronezumia Iwamoto, 1974 (6 видов)
- Lepidorhynchus Richardson, 1846 — Чешуерылы, или чернобрюхие долгохвосты
- Lucigadus Gilbert & Hubbs, 1920 (7 видов)
- Macrosmia Merrett, Sazonov & Shcherbachev, 1983
- Macrourus Bloch, 1786 — Макрурусы (5 видов)
- Malacocephalus Günther, 1862 — Малакоцефалы (8 видов)
- Mataeocephalus Berg, 1898 — Матеоцефалы (6 видов)
- Mesobius — Hubbs & Iwamoto, 1977 (2 вида)
- Nezumia Jordan, 1904 — Незумии (52 вида)
- Odontomacrurus Norman, 1939 — Одонтомакрурусы
- Paracetonurus  Marshall, 1973
- Pseudocetonurus Sazonov & Shcherbachev, 1982 (3 вида)
- Pseudonezumia Okamura, 1970 — Псевдонезумии (5 видов)
- Sphagemacrurus Fowler, 1925 — Сфагемакрурусы (6 видов)
- Spicomacrurus Okamura, 1970 (4 вида)
- Trachonurus Günther, 1887 — Трахонурусы (6 видов)
- Ventrifossa Gilbert & Hubbs, 1920 — Вентрифоссы (24 вида)
- Macrouroides Smith & Radcliffe, 1912 — Макруроиды
- Squalogadus Gilbert & Hubbs, 1916 — Сквалогадусы
- Idiolophorhynchus Sazonov, 1981 — Идиолофоринхусы
- Trachyrincus Giorna, 1809 — Жесткорылы (6 видов)